# Mentha suaveolens
El mastranzo, también conocido como padrastro dependiendo de la región (Mentha suaveolens) es una planta perenne, rizomatosa y a veces estolonífera, de la familia de las lamiáceas.  

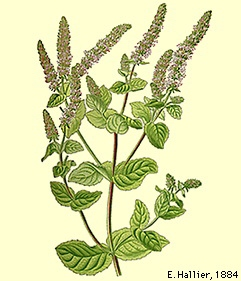
Ilustración

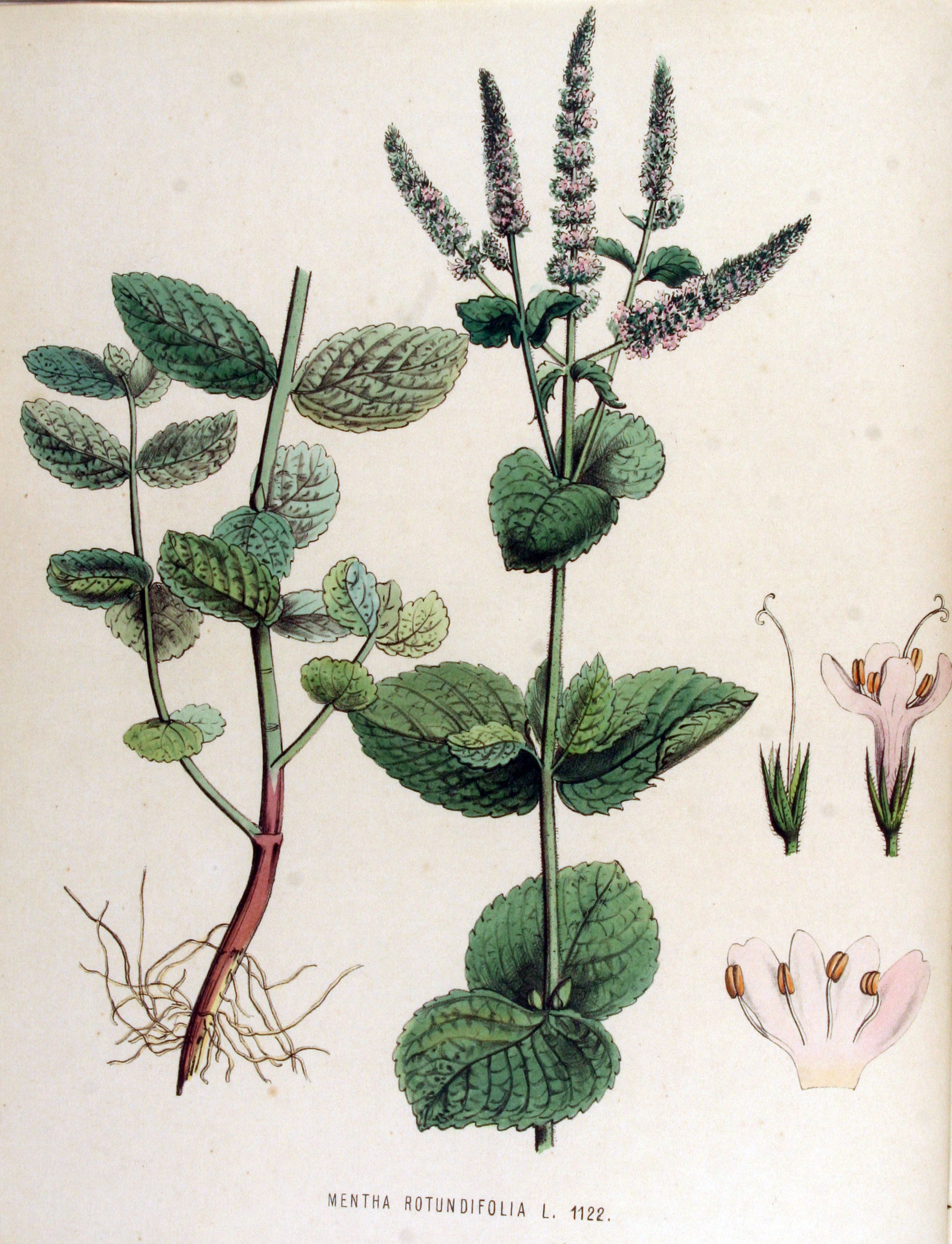
Ilustración

## Características
Se caracteriza por sus inflorescencias en espigas densas, algo más aclaradas en la fructificación, al crecer los entrenudos. Además tiene las hojas más o menos pelosas y muy arrugadas, anchas, similares a las de la salvia. Tiene un olor suave parecido al de la hierbabuena. Las flores son de color blanco o rosado.

## Distribución y hábitat
Vive en suelos con algo de humedad; en zonas cercanas a cauces de agua. Suele convivir con zarzas y junqueras. Se distribuye por toda la zona mediterránea siendo algo más rara en el norte de Europa.

## Medicina popular
- Analgésica: la infusión se emplea para tratar la fiebre y el dolor de cabeza
- Antiséptica
- Carminativa
- Digestiva

En dosis altas es tóxica y no la pueden tomar las mujeres embarazadas. 
Esta especie se usa en Oaxaca para regular la menstruación en casos de atraso, con tal motivo se cuecen los tallos y hojas, secos o frescos, y de la infusión resultante se bebe una taza chica durante tres mañanas seguidas. Si no baja la menstruación significa que hay embarazo, o que se trata de algún otro trastorno.
En Tlaxcala es empleada para curar el empacho de niños y  también para curar perros con rabia.
Farmacología
El extracto metanólico obtenido de las ramas de M. suaveolens ejerce una actividad antibiótica contra Bacillus subtilis.

## Taxonomía
Mentha suaveolens fue descrita por  Jakob Friedrich Ehrhart y publicado en Beiträge zur Naturkunde 7: 249–150. 1792.
Variedades
- Mentha suaveolens insularis (Req. ex Gren. & Godr.) Greuter
- Mentha suaveolens suaveolens
- Mentha suaveolens timija (Coss. ex Briq.) Harley

Sinonimia
- Mentha × rotundifolia var. suaveolens (Ehrh.) Briq.
- Mentha manostachya - Ten.
- Mentha rotundifolia - non L.
- Mentha graveolens  insularis (Req.) R.Vilm. & Barbero
- Mentha graveolens R.Vilm. & Barbero
- Mentha macrostachya Ten.
- Mentha meduanensis Déséglise & T.Durand
- Mentha rotundifolia insularis (Req.) Arcang.[3][4]

## Nombres comunes
- Castellano: atapulgas, berdonia, betónica, brava, cándalo, hierba áspera, hierba brava, hierbabuena, hierba buena, hierbabuena bastarda, hierbabuena de borrico, hierba buena de burro, hierbabuena de burro, hierbabuena silvestre, hierba sapera, hortelana, hortelana de perro, hortelana romana, hortolana, hortolana de burru, madrastra, maestranza, maestranzo, mandrasto, manrubios, marrubio, mastrancho, mastranto, mastranza, mastranzo, mastranzo colorado, mastranzo común, mastranzo oloroso, mastranzo remendado, mastranzos, mastranzo salsero, mastranzo silvestre, mastroncho, mastronzo, matalaspulgas, matapulgas, matapuses, matranto, matranzo, matroncho, maztrancho, menstránzano, menta, menta borde, menta brava, menta de agua, menta de burro, menta de caballo, mentastro, menta tequina, mentrasto, mestranto, mestranzo, mestranzu burreru, mostranzo, padrasto, padrastro, padrastros, poleo, segundopoleo, segundo poleo, yerba buena de burro, yerba sana, yerba sapera, yerba zapera.[3]